# جاي جونسون مورو
جاي جونسون مورو (بالإنجليزية: Jay Johnson Morrow) هو مهندس وسياسي أمريكي، ولد في 20 فبراير 1870، وتوفي في 16 أبريل 1937. انتخب List of governors of the Panama Canal Zone ‏.